# 痘粒假花瓣蟹
痘粒假花瓣蟹（学名：Pseudoliomera variolosa）为扇蟹科假花瓣蟹属的动物。分布于夏威夷、纳塔、马尔代夫群岛、东非以及中国大陆的西沙群岛等地，生活环境为海水，多见于珊瑚礁浅水中。